# ری بورک
ری بورک (انگلیسی: Ray Bourque؛ زادهٔ ۲۸ دسامبر ۱۹۶۰) بازیکن هاکی روی یخ اهل کانادا است.
وی همچنین برندهٔ جوایزی همچون تالار افتخارات هاکی و جام استنلی شده‌است.